# Operatie Creek
Operatie Creek (ook wel Operatie Longshanks genoemd) was een militaire operatie tijdens de Tweede Wereldoorlog, uitgevoerd door een kleine groep vrijwilligers van de Calcutta Light Horse en de Calcutta Scottish in opdracht van de Britse Special Operations Executive (SOE). Het doel van de missie was het vernietigen van de MV Ehrenfels in de haven van Goa, een voormalig Portugese kolonie. Uit angst voor een aanval staken 2 andere Duitse schepen en een Italiaans schip zich zelf in brand, waardoor er tijdens de actie in totaal vier schepen zonken.

## Achtergrond
Toen in 1939 de Tweede Wereldoorlog uitbrak lagen Duitse en Italiaanse schepen rond de wateren van Brits-Indië. Deze schepen, die aan de kant van Nazi-Duitsland stonden, voeren in geallieerde wateren. Omdat Portugal neutraal stond in de oorlog voeren deze schepen naar de Portugese kolonie Goa:
| Schip          | Land                            |
| -------------- | ------------------------------- |
| MV Braunfels   | ( Nazi-Duitsland)               |
| MV Ehrenfels   | ( Nazi-Duitsland)               |
| MV Drachenfels | ( Nazi-Duitsland)               |
| Anfora         | ( Koninkrijk Italië (1861-1946) |

De geallieerden wisten van de schepen, maar deden niks omdat het koopvaardijschepen waren en volgens hen geen bedreiging vormden. Vanaf het begin van de oorlog leken de Centralen alles onder de voet te lopen. De Britten wilden de Duitsers stoppen en probeerden dit o.a met de SOE. De SOE was daarom ook aanwezig in Brits-Indië. Omdat de Centralen richting Brits-India oprukten, richtte de SOE in mei 1941 SOE-India op onder de onschuldig klinkende naam GS I(k).
In de herfst van 1942 zonken 46 geallieerde koopvaardijschepen. De SOE probeerde de oorzaak te achterhalen. In 1942 onderschepte de SOE gecodeerde boodschappen vanuit Mormugao naar Duitse U-Boten. Dit zorgde voor verdenking van de vier koopvaardijschepen in de haven van Mormugao. Eén van deze schepen bleek een krachtige radio bij zich te hebben van waaruit gecodeerde boodschappen werden verzonden naar Duitse U-Boten. Deze schepen stuurden berichten naar de Duitsers als er Geallieerde koopvaardijschepen de haven verlieten. 
De SOE achterhaalde ook de leider van de spionagebende: Robert en Grete Koch, een Duits echtpaar dat in Gao woonde. Beide werden opgepakt tijdens Operatie Hotspur in december 1942.
De SOE wilde nu af van de schepen die vanuit de haven berichten verstuurden. Hiermee was de grond voor Operatie Creek gelegd. 
Omdat Portugal neutraal was, werden er burgerreservisten uit Calcutta gevraagd. Er meldden zich 24 mannen op vrijwillige basis aan; de meeste hiervan waren bankiers en accountants. De mannen kenden elkaar van de twee reservistenregimenten: Calcutta Light Horse en de Calcutta Scottish. Ze hadden nauwelijks militaire training gehad. Omdat de missie uiterst geheim was kregen ze geen militaire dekking.
De training die ze kregen was snel en eenvoudig: ze leerden de blauwdrukken van de MV Ehrenfels uit hun hoofd, zodat ze op het schip de weg zouden kunnen vinden. Toen het tijd was om te gaan gingen de mannen in afzonderlijke groepjes per trein naar zuid-India om daar op de Phoebe te stappen: een baggerschip.

## Operatie
Op 9 maart vertrok de 30 jaar oude Phoebe, met aan boord 28 mannen. Een spion aan wal: Jock Cartwright, had ervoor gezorgd dat de bemanning van de vier doelwit-schepen naar grote feesten was gegaan. De operatie was uiterst geheim, onder andere Duitse munitie en het dragen van gewone overalls moesten alle sporen naar de Britse overheid uitwissen. De enige dekking die ze kregen was van Cartwright die de haven goed kende.
Omdat de boei die de haveningang aangaf niet aanstond en de haven verduisterd was, wist de kapitein van de Phoebe niet hoever hij al gevaren was. Voor de haven doemde ineens een Portugees oorlogsschip op, maar de bemanning liet de Phoebe geruisloos verder varen, en werd niet opgemerkt. De Phoebe passeerde eerst de MV Braunfels waarna het recht op de MV Ehrenfels af stevende. Omdat de haven compleet verduisterd was, voer de kapitein bijna tegen het schip op.
De Phoebe maakte niet veel geluid maar toch werd hij opgemerkt.
‘Wie is daar?’
Een Engelsman probeerde tijd te winnen door te antwoorden:
‘Gewoon een havenboot.’
De Britten moesten stilliggen om hun ladders te kunnen gebruiken, en de schipper schuurde met de rivierboot tegen de zijkant van de Ehrenfels.

‘Wat zijn jullie in godsnaam aan het doen?’ riep de bewaker.— Historia 

Om kwart over 2 's nachts legde de stuurman de Phoebe tegen de Ehrenfels aan stuurboordkant vast. Meteen vlogen de bamboeladders en enterhaken over de reling. Direct nadat de eerste mannen voet aan dek zetten deed één van de bewakers een schijnwerper aan. Ondanks alle tegenslagen wisten de mannen de kapitein uit te schakelen, de explosieven te plaatsen en de ankerketting te lichten. Kort na het lichten van het anker rook een Brit brandstof; kort daarna schoot een bewaker zijn signaalpistool leeg op het voordek, waardoor er een vlammenzee ontstond. Omdat de Duitsers de radio goed hadden verstopt duurde het vrij lang voordat de mannen van Calcutta Light Horse en Calcutta Scottish de radio hadden ontdekt. Tegelijkertijd installeerde een ander deel van de Calcutta Light Horse en Calcutta Scottish explosieven in het schip, om deze te laten zinken. Deze gingen af terwijl ze nog steeds aan het zoeken waren naar de radio.
Op het dek was het een chaos maar de mannen wisten allemaal heelhuids aan boord van de Phoebe te komen. Om 10 voor drie 's nachts voeren ze de haven uit. De bemanningen van de overige schepen dachten dat het om een aanval ging en staken allemaal hun schip in brand. Alle vier de schepen zonken.

## Nasleep
Na de aanval brachten de dertien Duitse U-boten die in de Indische Oceaan opereerden in de rest van maart slechts één schip tot zinken: de Panamese Nortun van 3.663 ton. In de volgende maand vielen ze slechts drie schepen aan.